# 15461 Johnbird
15461 Johnbird (1998 YT29) là một tiểu hành tinh vành đai chính được phát hiện ngày 27 tháng 12 năm 1998 bởi Dự án nghiên cứu tiểu hành tinh gần Trái Đất Lowell.